# 灵泽王庙
36°29′11″N 112°57′30″E / 36.48639°N 112.95833°E
灵泽王庙位于中国山西省襄垣县夏店镇太平村，2006年被列为第六批全国重点文物保护单位。
灵泽王庙始建年代不晚于金大安二年（1210年），明清多次修葺。现存山门、灵泽王殿、钟鼓楼、东西配殿等建筑，其中灵泽王殿为金大安二年所建，余为明清建筑。灵泽王殿面阔三间，进深四椽，前檐设廊，单檐悬山顶，斗栱为五铺作双下昂，梁架结构为三椽栿对前劄牵通檐用三柱。